# Chaetodontoplus septentrionalis
Chaetodontoplus septentrionalis är en fiskart som först beskrevs av Temminck och Schlegel, 1844.  Chaetodontoplus septentrionalis ingår i släktet Chaetodontoplus och familjen Pomacanthidae. IUCN kategoriserar arten globalt som livskraftig. Inga underarter finns listade i Catalogue of Life.